# Robert Manson (aviron)
Pour les articles homonymes, voir Robert Manson.
Robert « Robbie » Manson, né le 11 octobre 1989 à Hamilton, est un rameur néo-zélandais.
Il remporte une médaille de bronze en deux de couple avec Christopher Harris lors des Championnats du monde d'aviron 2015 au lac d'Aiguebelette. Il fait partie des rares rameurs à avoir fait son coming-out,,,,.
Il appartient au Wairau Rowing Club.